# Göran Marström
Göran Marström, född 12 oktober 1942 i Åtvidaberg, är en svensk seglare. Han bor nu i Loftahammar som ligger norr om Västervik.
Han seglade för Linköpings Jolleseglarklubb. Han blev olympisk bronsmedaljör i Moskva 1980.
Marström blev 2015 invald som sjunde person i Svensk seglings Hall of Fame.